# Донавіц (завод)
47°22′47.1″ пн. ш. 15°03′43.1″ сх. д. / 47.379750° пн. ш. 15.061972° сх. д.
«Донавіц» (нім. voestalpine Stahl Donawitz GmbH) — металургійний комбінат в Австрії, розташований у районі Донавіц міста Леобен. Один з двох основних металургійних підприємств країни. Став другим в світі металургійним заводом (після заводу в Лінці), на якому було впроваджено (1953 року) у промислових масштабах киснево-конверторний спосіб одержання сталі. Від назви цього заводу і заводу в Лінці походить німецькомовний варіант назви кіснево-конвертерного процесу — «Linz-Donawitz-Verfahren», або скорочено «LD-Verfahren» («Лінц-Доновіцький процес»).
Комбінат виплавляє 1,5 млн т сталі на рік. Серед його продукції — рейки довжиною 120 м, катанка, безшовні труби.

## Сучасність
2 доменних печі об'ємом 1205 м³ і 1343 м³.